# La Fille du margrave
La Fille du margrave è un cortometraggio muto del 1912 diretto da Louis Feuillade e da Léonce Perret.

## Produzione
Il film fu prodotto dalla Société des Etablissements L. Gaumont.

## Distribuzione
Distribuito dalla Société des Etablissements L. Gaumont, uscì nelle sale cinematografiche francesi nel gennaio 1912.